# 왕령 프로이센
왕령 프로이센(폴란드어: Prusy Królewskie 프루시 크롤레브스키에[*], 독일어: Königlich Preußen 쾨니글리흐 프레우센[*])이란 1466년 제2차 토룬 화약으로 인해 폴란드 왕국에게 할양된 구 튜턴 기사단국 영토(포메라니아, 단치히, 헤움노, 미하워프, 토룬, 비스와강 하구, 말보르크, 올슈틴, 바르미아 주교령)를 말한다. 튜튼 기사단국의 나머지 영토는 왕령 프로이센과는 대비되는 "공령 프로이센"(Ducal Prussia)으로 프로이센 공국이 되었다.

## 같이 보기
- 프로이센 공국
- 프로이센 왕국
- 포메렐리아